# كونفيرسازيوني

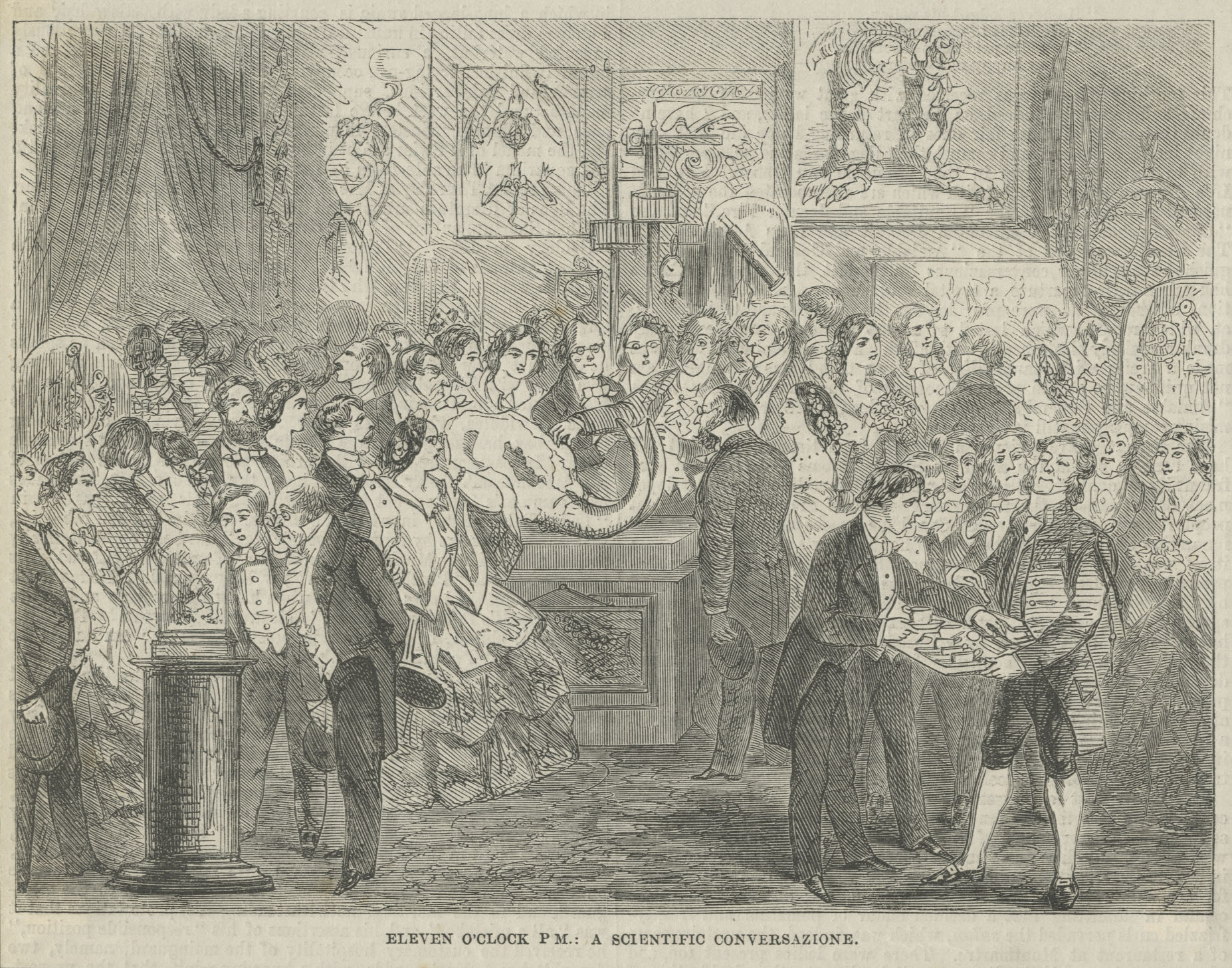
كونفيرسازيوني علمي (1858).

كونفيرسازيوني هي "تجمع اجتماعي [في الغالب] تعقده جمعية علمية أو فنية" للمحادثة والمناقشة، وخاصة حول الفنون والأدب والطب والعلوم.